# Cassiopée (chanteuse)
Pour les articles homonymes, voir Lapierre et Cassiopée.
Cassiopée, née Véronique Lapierre, est une chanteuse québécoise née le 16 octobre 1977 à Québec. Elle a été récipiendaire de trois prix au Festival international de la chanson de Granby en 2002.

## Biographie
En 2002, Cassiopée est lauréate des catégories Interprète, et Meilleure présence sur scène du Festival international de la chanson de Granby, au cours duquel elle se voit également décerner le Prix Étoile Galaxie. En 2004, elle décroche le Prix Félix du Spectacle de l'année pour son interprétation dans Don Juan édité chez Adisq. En 2006, elle est elle-même juge d'audition pour le FICG et la même année (2005-2006), elle devient boursière du Fonds Radio-Star.
Cassiopée est riche de plus de 3 000 participations à des manifestations artistiques aux niveaux national et international, dont notamment Les Folie’s de Paris, Paris Paris, Don Juan, Si Alys m’était chantée, Du Rock à l’Opéra, Show Harley, Joe Dassin, la Grande Fête Musicale, Dracula, entre l'amour et la mort, Rencontres, Paris/Québec sous les Étoiles dans le cadre des festivités organisées pour les 400 ans de Québec, Shéhérazade : Les Mille et Une Nuits, etc. Elle est en outre soliste lors d'un spectacle caritatif pour la lutte contre la fibrose kystique, chante lors d'un spectacle caritatif pour la Fondation Mira et est soliste invitée au « Canada Day 2009 ». Elle a eu l'occasion de chanter devant le Prince Albert de Monaco lors du bal annuel de la Croix-Rouge. Classée seconde parmi plus de mille candidates, Cassiopée a fait partie de la liste des chanteuses auditionnées par le groupe Nightwish qui cherchait à remplacer Tarja Turunen.
En 2011, Cassiopée se joint au spectacle du Cirque du Soleil, Zarkana. Elle y tient le rôle féminin principal, Lia, en plus d'y incarner trois autres personnages et de prêter sa voix à un quatrième.

## Discographie
- Shéhérazade : Les Mille et Une Nuits, Revel Productions, soliste pour Djinninia, La sorcière et choriste [16].
- Cassiopée, album (11 avril 2006, L-Abe)[17],[18],[19],[20] ;
- participation à une chanson sur l'album Le Noël angélique de Sœur Angèle (5 décembre 2006, L-Abe)[21] ;
- Chanson thème Festival Divers/Cité, Sweet Dreams[22] ;
- interprète de la chanson Cœur de pierre et participation pour les chansons Seul et L'amour est plus fort sur l'album du spectacle Don Juan de Félix Gray[23](7 mars 2005, Mercury) ;
- chanteuse du groupe Anemonia, album Moonlit Numina (2009)[24].